# Carl Blegen
Carl William Blegen (Minneapolis, 27 gennaio 1887 – Atene, 24 agosto 1971) è stato un archeologo statunitense.
È famoso per la scoperta del sito di Pilo (presso l'odierna città di Navarino) in Grecia e per i suoi scavi presso Troia.
Blegen si laureò nel 1904 presso la University of Minnesota ed iniziò il dottorato presso la Yale University nel 1907.
Blegen fu docente di archeologia presso l'Università di Cincinnati, Ohio (1927–57). Tra il 1932 e il 1938 diresse anche gli scavi dell'università presso la collina di Hissarlik, il sito della antica città di Troia. Tra gli otto strati dell'antica città di Ilio, trovati da Heinrich Schliemann, Blegen riconobbe il settimo come quello distrutto dagli Achei.